# Sabela Arán
Sabela Arán Román  (Santiago de Compostela, 25 de diciembre de 1987), es una  actriz española conocida por su papel de Victoria Salcedo de la Cruz en la serie Valle salvaje además es hija del doctor y político José Antonio Arán Trillo e Isabel Román García.

## Trayectoria

### Formación
Licenciada en Comunicación Audiovisual (Especialidad en Guion y Dirección) por la Universidad de Santiago de Compostela (2005-2009), hizo el máster de "Actuación Cinematográfica y TV" en la TAI (Escuela Superior de Artes y Espectáculos) de Madrid (2009-2010) y estudios de doblaje en AM estudios, Madrid (2010-2012).

## Filmografía

### Largometrajes
- Vilamor (Ignacio Vilar, 2012)
- Blockbuster (Tirso Calero, 2013)
- A Esmorga (Ignacio Vilar, 2014)[2]
- Lobos sucios (Simón Casal, 2015)
- American Star (Gonzalo López-Gallego, 2024)[3]

### Televisión
- Matalobos (Televisión de Galicia, 2012)[4]
- Gran Hotel (Antena 3, 2013)
- Serramoura (Televisión de Galicia, 2014-; como Gloria Moscoso)[5]
- Códice (Televisión de Galicia, 2014; como Noelia)
- Viradeira (Televisión de Galicia, 2017; como Carmela)[6]
- Lobos e cordeiros (Televisión de Galicia, 2019; como Marta)
- Néboa (La 1, 2020; como Olaia)
- La noche más larga (Netflix, 2021; )
- Valle salvaje (La 1, Netflix, 2024-presente; como Victoria Salcedo de la Cruz)

### Series web
- El gran pecado (Rafa Herrero, 2009)
- El Quid (Raúl García y Bruno Nieto, 2012)
- Clases de lo social (Pablo Cacheda, 2013)
- Valle Salvaje (2025)

### Cortometrajes
- Hismene y Polínices (Martin Lohse, 2009)
- Obsesión (Jorge López, 2009)
- ¿Dónde estás? (Rafa Herrero, 2010)
- 112 (Eneko Sebastián, 2010)
- Land of the End (Avelino Alonso, 2010)
- Destinado a sicario (Guillermo Rentería, 2010)
- Intro (Mario La, 2010)
- Lana pieza perdida (Ricardo González, 2010)
- Alma (Jesús Francisco Campaña, 2010)
- La lana luz de lanas las viere (Mario L. Folle, 2010)

## Galardones y nombramientos

### Premios Mestre Mateo
| Año  | Categoría               | Film      | Resultado |
| ---- | ----------------------- | --------- | --------- |
| 2012 | Mejor actriz            | Vilamor   | Ganadora  |
| 2014 | Mejor actriz secundaria | A Esmorga | Nominada  |
| 2017 | Mejor actriz            | Viradeira | Nominada  |